# Giải vô địch bóng đá châu Âu 2020 (Bảng D)
Bảng D của giải vô địch bóng đá châu Âu 2020 diễn ra từ ngày 13 đến ngày 22 tháng 6 năm 2021 ở Hampden Park của Glasgow và sân vận động Wembley của Luân Đôn. Bảng này bao gồm chủ nhà Anh, Croatia, chủ nhà Scotland và Cộng hòa Séc. Trận đấu giữa các đội chủ nhà được tổ chức tại sân vận động Wembley ở Anh.

## Các đội tuyển
| Vị trí bốc thăm | Đội tuyển          | Nhóm | Tư cách của vòng loại  | Ngày của vòng loại   | Tham dự chung kết | Tham dự cuối cùng | Thành tích tốt nhất lần trước  | Bảng xếp hạng vòng loại Tháng 11 năm 2019 | Bảng xếp hạng FIFA Tháng 5 năm 2021 |
| --------------- | ------------------ | ---- | ---------------------- | -------------------- | ----------------- | ----------------- | ------------------------------ | ----------------------------------------- | ----------------------------------- |
| D1              | Anh (chủ nhà)      | 1    | Nhất bảng A            | 14 tháng 11 năm 2019 | 10 lần            | 2016              | Hạng ba (1968), Bán kết (1996) | 3                                         | 4                                   |
| D2              | Croatia            | 2    | Nhất bảng E            | 16 tháng 11 năm 2019 | 6 lần             | 2016              | Tứ kết (1996, 2008)            | 10                                        | 14                                  |
| D3              | Scotland (chủ nhà) | 4    | Thắng play-off nhánh C | 12 tháng 11 năm 2020 | 3 lần             | 1996              | Vòng bảng (1992, 1996)         | 29                                        | 44                                  |
| D4              | Cộng hòa Séc       | 3    | Nhì bảng A             | 14 tháng 11 năm 2019 | 10 lần            | 2016              | Vô địch (1976)                 | 18                                        | 40                                  |

Ghi chú
1. ↑  Bảng xếp hạng tổng thể của vòng loại châu Âu từ tháng 11 năm 2019 đã được sử dụng để phân loại hạt giống cho lễ bốc thăm của vòng chung kết.
2. ↑  Từ năm 1960 đến năm 1980, Cộng hòa Séc đã thi đấu với tư cách là Tiệp Khắc.

## Bảng xếp hạng
| VT | Đội          | ST | T | H | B | BT | BB | HS | Đ | Giành quyền tham dự                 |
| -- | ------------ | -- | - | - | - | -- | -- | -- | - | ----------------------------------- |
| 1  | Anh (H)      | 3  | 2 | 1 | 0 | 2  | 0  | +2 | 7 | Đi tiếp vào vòng đấu loại trực tiếp |
| 2  | Croatia      | 3  | 1 | 1 | 1 | 4  | 3  | +1 | 4 | Đi tiếp vào vòng đấu loại trực tiếp |
| 3  | Cộng hòa Séc | 3  | 1 | 1 | 1 | 3  | 2  | +1 | 4 | Đi tiếp vào vòng đấu loại trực tiếp |
| 4  | Scotland (H) | 3  | 0 | 1 | 2 | 1  | 5  | −4 | 1 |                                     |

1. 1 2  Bằng kết quả đối đầu (Croatia 1–1 Cộng hòa Séc) và hiệu số bàn thắng bại tổng thể (+1). Bàn thắng được sử dụng để xét thứ hạng.

Trong vòng 16 đội,
- Đội nhất bảng D, Anh, sẽ giành quyền thi đấu với đội nhì bảng F.
- Đội nhì bảng D, Croatia, sẽ giành quyền thi đấu với đội nhì bảng E.
- Đội xếp thứ ba của bảng D, Cộng hòa Séc, sẽ giành quyền thi đấu với đội nhất bảng C, Hà Lan với tư cách là một trong bốn đội xếp thứ ba tốt nhất.

## Các trận đấu

### Anh v Croatia
| Anh            | 1–0      | Croatia |
| -------------- | -------- | ------- |
| - Sterling 57' | Chi tiết |         |

| Anh | Croatia |

| GK               | 1  | Jordan Pickford       |     |       |
| RB               | 2  | Kyle Walker           |     |       |
| CB               | 5  | John Stones           |     |       |
| CB               | 15 | Tyrone Mings          |     |       |
| LB               | 12 | Kieran Trippier       |     |       |
| CM               | 14 | Kalvin Phillips       |     |       |
| CM               | 4  | Declan Rice           |     |       |
| RW               | 10 | Raheem Sterling       |     | 90+2' |
| AM               | 19 | Mason Mount           |     |       |
| LW               | 20 | Phil Foden            | 64' | 71'   |
| CF               | 9  | Harry Kane (c)        |     | 82'   |
| Cầu thủ dự bị:   |    |                       |     |       |
| FW               | 11 | Marcus Rashford       |     | 71'   |
| MF               | 26 | Jude Bellingham       |     | 82'   |
| FW               | 18 | Dominic Calvert-Lewin |     | 90+2' |
| Huấn luyện viên: |    |                       |     |       |
| Gareth Southgate |    |                       |     |       |

| GK               | 1  | Dominik Livaković |     |     |
| RB               | 2  | Šime Vrsaljko     |     |     |
| CB               | 21 | Domagoj Vida      |     |     |
| CB               | 5  | Duje Ćaleta-Car   | 42' |     |
| LB               | 25 | Joško Gvardiol    |     |     |
| DM               | 11 | Marcelo Brozović  | 66' | 70' |
| CM               | 10 | Luka Modrić (c)   |     |     |
| CM               | 8  | Mateo Kovačić     | 48' | 85' |
| RW               | 9  | Andrej Kramarić   |     | 70' |
| LW               | 4  | Ivan Perišić      |     |     |
| CF               | 17 | Ante Rebić        |     | 78' |
| Cầu thủ dự bị:   |    |                   |     |     |
| MF               | 13 | Nikola Vlašić     |     | 70' |
| FW               | 7  | Josip Brekalo     |     | 70' |
| FW               | 20 | Bruno Petković    |     | 78' |
| MF               | 15 | Mario Pašalić     |     | 85' |
| Huấn luyện viên: |    |                   |     |     |
| Zlatko Dalić     |    |                   |     |     |

| Cầu thủ xuất sắc nhất trận: Raheem Sterling (Anh) Trợ lý trọng tài: Alessandro Giallatini (Ý) Fabiano Preti (Ý) Trọng tài thứ tư: Björn Kuipers (Hà Lan) Trợ lý trọng tài dự bị: Sander van Roekel (Hà Lan) Trọng tài VAR: Massimiliano Irrati (Ý) Các trợ lý trọng tài VAR: João Pinheiro (Bồ Đào Nha) Filippo Meli (Ý) Paolo Valeri (Ý) |

### Scotland v Cộng hòa Séc
| Scotland | 0–2      | Cộng hòa Séc      |
| -------- | -------- | ----------------- |
|          | Chi tiết | - Schick 42', 52' |

| Scotland | Cộng hòa Séc |

| GK               | 1  | David Marshall       |  |     |
| CB               | 5  | Grant Hanley         |  |     |
| CB               | 16 | Liam Cooper          |  |     |
| CB               | 24 | Jack Hendry          |  | 67' |
| CM               | 17 | Stuart Armstrong     |  | 67' |
| CM               | 7  | John McGinn          |  |     |
| CM               | 4  | Scott McTominay      |  |     |
| RW               | 2  | Stephen O'Donnell    |  | 79' |
| LW               | 3  | Andrew Robertson (c) |  |     |
| CF               | 9  | Lyndon Dykes         |  | 79' |
| CF               | 11 | Ryan Christie        |  | 46' |
| Cầu thủ dự bị:   |    |                      |  |     |
| FW               | 10 | Ché Adams            |  | 46' |
| MF               | 8  | Callum McGregor      |  | 67' |
| MF               | 20 | Ryan Fraser          |  | 67' |
| MF               | 25 | James Forrest        |  | 79' |
| FW               | 19 | Kevin Nisbet         |  | 79' |
| Huấn luyện viên: |    |                      |  |     |
| Steve Clarke     |    |                      |  |     |

| GK               | 1  | Tomáš Vaclík        |  |     |
| RB               | 5  | Vladimír Coufal     |  |     |
| CB               | 3  | Ondřej Čelůstka     |  |     |
| CB               | 6  | Tomáš Kalas         |  |     |
| LB               | 18 | Jan Bořil           |  |     |
| CM               | 15 | Tomáš Souček        |  |     |
| CM               | 21 | Alex Král           |  | 67' |
| RW               | 12 | Lukáš Masopust      |  | 72' |
| AM               | 8  | Vladimír Darida (c) |  | 87' |
| LW               | 14 | Jakub Jankto        |  | 72' |
| CF               | 10 | Patrik Schick       |  | 87' |
| Cầu thủ dự bị:   |    |                     |  |     |
| DF               | 9  | Tomáš Holeš         |  | 67' |
| FW               | 19 | Adam Hložek         |  | 72' |
| FW               | 20 | Matěj Vydra         |  | 72' |
| MF               | 13 | Petr Ševčík         |  | 87' |
| FW               | 11 | Michael Krmenčík    |  | 87' |
| Huấn luyện viên: |    |                     |  |     |
| Jaroslav Šilhavý |    |                     |  |     |

| Cầu thủ xuất sắc nhất trận: Patrik Schick (Cộng hòa Séc) Trợ lý trọng tài: Jan Seidel (Đức) Rafael Foltyn (Đức) Trọng tài thứ tư: Georgi Kabakov (Bulgaria) Trợ lý trọng tài dự bị: Martin Margaritov (Bulgaria) Trọng tài VAR: Marco Fritz (Đức) Các trợ lý trọng tài VAR: Christian Dingert (Đức) Christian Gittelmann (Đức) Alejandro Hernández Hernández (Tây Ban Nha) |

### Croatia v Cộng hòa Séc
| Croatia       | 1–1      | Cộng hòa Séc         |
| ------------- | -------- | -------------------- |
| - Perišić 47' | Chi tiết | - Schick 37' (ph.đ.) |

| Croatia | Cộng hòa Séc |

| TM                  | 1  | Dominik Livaković |     |     |
| HV                  | 2  | Šime Vrsaljko     |     |     |
| HV                  | 6  | Dejan Lovren      | 35' |     |
| HV                  | 21 | Domagoj Vida      |     |     |
| HV                  | 25 | Joško Gvardiol    |     |     |
| TV                  | 10 | Luka Modrić (c)   |     |     |
| TV                  | 8  | Mateo Kovačić     |     | 87' |
| TV                  | 4  | Ivan Perišić      |     |     |
| TV                  | 9  | Andrej Kramarić   |     | 62' |
| TĐ                  | 7  | Josip Brekalo     |     | 46' |
| TĐ                  | 17 | Ante Rebić        |     | 46' |
| Vào sân thay người: |    |                   |     |     |
| HV                  | 26 | Luka Ivanušec     |     | 46' |
| TĐ                  | 20 | Bruno Petković    |     | 46' |
| HV                  | 13 | Nikola Vlašić     |     | 62' |
| HV                  | 11 | Marcelo Brozović  |     | 87' |
| Huấn luyện viên:    |    |                   |     |     |
| Zlatko Dalić        |    |                   |     |     |

| TM                  | 1  | Tomáš Vaclík        |       |     |
| HV                  | 5  | Vladimír Coufal     |       |     |
| HV                  | 6  | Tomáš Kalas         |       |     |
| HV                  | 3  | Ondřej Čelůstka     |       |     |
| HV                  | 18 | Jan Bořil           | 82'   |     |
| TV                  | 9  | Tomáš Holeš         |       | 63' |
| TV                  | 15 | Tomáš Souček        |       |     |
| TV                  | 12 | Lukáš Masopust      | 50'   | 63' |
| TV                  | 8  | Vladimír Darida (c) |       | 87' |
| TĐ                  | 14 | Jakub Jankto        |       | 74' |
| TĐ                  | 10 | Patrik Schick       |       | 74' |
| Vào sân thay người: |    |                     |       |     |
| TĐ                  | 19 | Adam Hložek         | 90+3' | 63' |
| HV                  | 9  | Tomáš Holeš         |       | 63' |
| TV                  | 13 | Petr Ševčík         |       | 74' |
| TĐ                  | 11 | Michael Krmenčík    |       | 74' |
| TV                  | 7  | Antonín Barák       |       | 87' |
| Huấn luyện viên:    |    |                     |       |     |
| Jaroslav Šilhavý    |    |                     |       |     |

| Cầu thủ xuất sắc nhất trận: Luka Modrić (Croatia) Trợ lý trọng tài: Juan Carlos Yuste Jiménez (Tây Ban Nha) Roberto Alonso Fernández (Tây Ban Nha) Trọng tài thứ tư: Sandro Schärer (Thụy Sĩ) Trợ lý trọng tài dự bị: Stéphane De Almeida (Thụy Sĩ) Trọng tài VAR: Juan Martínez Munuera (Tây Ban Nha) Các trợ lý trọng tài VAR: Marco Di Bello (Ý) Íñigo Prieto López de Cerain (Tây Ban Nha) Massimiliano Irrati (Ý) |

### Anh v Scotland
| Anh | 0–0      | Scotland |
| --- | -------- | -------- |
|     | Chi tiết |          |

| Anh | Scotland |

| TM                  | 1  | Jordan Pickford |  |     |
| HV                  | 24 | Reece James     |  |     |
| HV                  | 5  | John Stones     |  |     |
| HV                  | 15 | Tyrone Mings    |  |     |
| HV                  | 3  | Luke Shaw       |  |     |
| TV                  | 4  | Declan Rice     |  |     |
| TV                  | 14 | Kalvin Phillips |  |     |
| TV                  | 20 | Phil Foden      |  | 63' |
| TV                  | 19 | Mason Mount     |  |     |
| TĐ                  | 10 | Raheem Sterling |  |     |
| TĐ                  | 9  | Harry Kane (c)  |  | 74' |
| Vào sân thay người: |    |                 |  |     |
| TV                  | 7  | Jack Grealish   |  | 63' |
| TĐ                  | 11 | Marcus Rashford |  | 74' |
| Huấn luyện viên:    |    |                 |  |     |
| Gareth Southgate    |    |                 |  |     |

| TM                  | 1  | David Marshall       |     |     |
| HV                  | 4  | Scott McTominay      |     |     |
| HV                  | 5  | Grant Hanley         |     |     |
| HV                  | 6  | Kieran Tierney       |     |     |
| TV                  | 23 | Billy Gilmour        |     | 76' |
| TV                  | 2  | Stephen O'Donnell    | 87' |     |
| TV                  | 7  | John McGinn          | 15' |     |
| TV                  | 8  | Callum McGregor      |     |     |
| TV                  | 3  | Andrew Robertson (c) |     |     |
| TĐ                  | 9  | Lyndon Dykes         |     |     |
| TĐ                  | 10 | Ché Adams            |     | 86' |
| Vào sân thay người: |    |                      |     |     |
| MF                  | 17 | Stuart Armstrong     |     | 76' |
| FW                  | 19 | Kevin Nisbet         |     | 86' |
| Huấn luyện viên:    |    |                      |     |     |
| Steve Clarke        |    |                      |     |     |

| Cầu thủ xuất sắc nhất trận: Billy Gilmour (Scotland) Trợ lý trọng tài: Pau Cebrián Devís (Tây Ban Nha) Roberto Díaz Pérez del Palomar (Tây Ban Nha) Trọng tài thứ tư: Cüneyt Çakır (Thổ Nhĩ Kỳ) Trợ lý trọng tài dự bị: Bahattin Duran (Thổ Nhĩ Kỳ) Trọng tài VAR: Alejandro Hernández Hernández (Tây Ban Nha) Các trợ lý trọng tài VAR: José María Sánchez Martínez (Tây Ban Nha) Filippo Meli (Ý) Paolo Valeri (Ý) |

### Croatia v Scotland
| Croatia                                 | 3–1      | Scotland       |
| --------------------------------------- | -------- | -------------- |
| - Vlašić 17' - Modrić 62' - Perišić 77' | Chi tiết | - McGregor 42' |

| Croatia | Scotland |

| TM                      | 1  | Dominik Livaković |     |     |
| HV                      | 22 | Josip Juranović   |     |     |
| HV                      | 6  | Dejan Lovren      | 26' |     |
| HV                      | 21 | Domagoj Vida      |     |     |
| HV                      | 25 | Joško Gvardiol    |     | 70' |
| TV                      | 8  | Mateo Kovačić     |     |     |
| TV                      | 11 | Marcelo Brozović  |     |     |
| TV                      | 4  | Ivan Perišić      |     | 81' |
| TV                      | 10 | Luka Modrić (c)   |     |     |
| TĐ                      | 13 | Nikola Vlašić     |     | 76' |
| TĐ                      | 20 | Bruno Petković    |     | 70' |
| Vào sân thay người:     |    |                   |     |     |
| TĐ                      | 9  | Andrej Kramarić   |     | 70' |
| TĐ                      | 3  | Borna Barišić     |     | 70' |
| TĐ                      | 26 | Luka Ivanušec     |     | 76' |
| TĐ                      | 17 | Ante Rebić        |     | 81' |
| Huấn luyện viên trưởng: |    |                   |     |     |
| Zlatko Dalić            |    |                   |     |     |

| TM                      | 1  | David Marshall       |     |     |
| HV                      | 4  | Scott McTominay      |     |     |
| HV                      | 5  | Grant Hanley         |     | 33' |
| HV                      | 6  | Kieran Tierney       |     |     |
| HV                      | 2  | Stephen O'Donnell    |     | 84' |
| HV                      | 3  | Andrew Robertson (c) |     |     |
| TV                      | 7  | John McGinn          |     |     |
| TV                      | 17 | Stuart Armstrong     |     | 70' |
| TV                      | 8  | Callum McGregor      |     |     |
| TĐ                      | 9  | Lyndon Dykes         |     |     |
| TĐ                      | 10 | Ché Adams            |     | 84' |
| Vào sân thay người:     |    |                      |     |     |
| TĐ                      | 26 | Scott McKenna        | 34' | 33' |
| TĐ                      | 20 | Ryan Fraser          |     | 70' |
| TĐ                      | 19 | Kevin Nisbet         |     | 84' |
| TĐ                      | 22 | Nathan Patterson     |     | 84' |
| Huấn luyện viên trưởng: |    |                      |     |     |
| Steve Clarke            |    |                      |     |     |

| Cầu thủ xuất sắc nhất trận: Nikola Vlašić (Croatia) Trợ lý trọng tài: Juan Pablo Belatti (Argentina) Diego Bonfá (Argentina) Trọng tài thứ tư: Bartosz Frankowski (Ba Lan) Trợ lý trọng tài dự bị: Marcin Boniek (Ba Lan) Trọng tài VAR: Alejandro Hernández Hernández (Tây Ban Nha) Các trợ lý trọng tài VAR: José María Sánchez Martínez (Tây Ban Nha) Íñigo Prieto López de Cerain (Tây Ban Nha) Juan Martínez Munuera (Tây Ban Nha) |

### Cộng hòa Séc v Anh
| Cộng hòa Séc | 0–1      | Anh            |
| ------------ | -------- | -------------- |
|              | Chi tiết | - Sterling 12' |

| Cộng hoà Séc | Anh |

| TM                      | 1  | Tomáš Vaclík        |     |     |
| HV                      | 5  | Vladimír Coufal     |     |     |
| HV                      | 3  | Ondřej Čelůstka     |     |     |
| HV                      | 6  | Tomáš Kalas         |     |     |
| HV                      | 18 | Jan Bořil           | 61' |     |
| TV                      | 9  | Tomáš Holeš         |     | 84' |
| TV                      | 15 | Tomáš Souček        |     |     |
| TĐ                      | 12 | Lukáš Masopust      |     | 64' |
| TV                      | 8  | Vladimír Darida (c) |     | 64' |
| TĐ                      | 14 | Jakub Jankto        |     | 46' |
| TĐ                      | 10 | Patrik Schick       |     | 75' |
| Vào sân thay người:     |    |                     |     |     |
| TV                      | 13 | Petr Ševčík         |     | 46' |
| TV                      | 21 | Alex Král           |     | 64' |
| TĐ                      | 19 | Adam Hložek         |     | 64' |
| TĐ                      | 24 | Tomáš Pekhart       |     | 75' |
| TĐ                      | 20 | Matěj Vydra         |     | 84' |
| Huấn luyện viên trưởng: |    |                     |     |     |
| Jaroslav Šilhavý        |    |                     |     |     |

| TM                      | 1  | Jordan Pickford  |  |     |
| HV                      | 2  | Kyle Walker      |  |     |
| HV                      | 5  | John Stones      |  | 79' |
| HV                      | 6  | Harry Maguire    |  |     |
| HV                      | 3  | Luke Shaw        |  |     |
| TV                      | 14 | Kalvin Phillips  |  |     |
| TV                      | 4  | Declan Rice      |  | 46' |
| TĐ                      | 25 | Bukayo Saka      |  | 84' |
| TV                      | 7  | Jack Grealish    |  | 67' |
| TĐ                      | 10 | Raheem Sterling  |  | 67' |
| TĐ                      | 9  | Harry Kane (c)   |  |     |
| Thay người:             |    |                  |  |     |
| TĐ                      | 8  | Jordan Henderson |  | 46' |
| TĐ                      | 11 | Marcus Rashford  |  | 67' |
| TĐ                      | 26 | Jude Bellingham  |  | 67' |
| TĐ                      | 15 | Tyrone Mings     |  | 79' |
| TĐ                      | 17 | Jadon Sancho     |  | 84' |
| Huấn luyện viên trưởng: |    |                  |  |     |
| Gareth Southgate        |    |                  |  |     |

| Cầu thủ xuất sắc nhất trận: Bukayo Saka (Anh) Trợ lý trọng tài: Rui Tavares (Bồ Đào Nha) Paulo Soares (Bồ Đào Nha) Trọng tài thứ tư: Srđan Jovanović (Serbia) Trợ lý trọng tài dự bị: Uroš Stojković (Serbia) Trọng tài VAR: João Pinheiro (Bồ Đào Nha) Các trợ lý trọng tài VAR: Paolo Valeri (Ý) Filippo Meli (Ý) Massimiliano Irrati (Ý) |

## Kỷ luật
Điểm đoạt giải phong cách được sử dụng như một tiêu chí nếu đối đầu và kỷ lục tổng thể của các đội tuyển được cân bằng (và nếu một loạt sút luân lưu không được áp dụng như một tiêu chí). Chúng được tính dựa trên các thẻ vàng và thẻ đỏ nhận được trong tất cả các trận đấu của bảng như sau:
- thẻ vàng = 1 điểm
- thẻ đỏ do hai thẻ vàng = 3 điểm
- thẻ đỏ trực tiếp = 3 điểm
- thẻ vàng tiếp theo là thẻ đỏ trực tiếp = 4 điểm

Chỉ có một trong các khoản khấu trừ trên được áp dụng cho một cầu thủ trong một trận đấu.
| Đội tuyển    | Trận 1   | Trận 1                                    | Trận 1 | Trận 1            | Trận 2   | Trận 2                                    | Trận 2 | Trận 2            | Trận 3   | Trận 3                                    | Trận 3 | Trận 3            | Điểm |
| Đội tuyển    | Thẻ vàng | Thẻ vàng · Thẻ vàng-đỏ (thẻ đỏ gián tiếp) | Thẻ đỏ | Thẻ vàng · Thẻ đỏ | Thẻ vàng | Thẻ vàng · Thẻ vàng-đỏ (thẻ đỏ gián tiếp) | Thẻ đỏ | Thẻ vàng · Thẻ đỏ | Thẻ vàng | Thẻ vàng · Thẻ vàng-đỏ (thẻ đỏ gián tiếp) | Thẻ đỏ | Thẻ vàng · Thẻ đỏ | Điểm |
| ------------ | -------- | ----------------------------------------- | ------ | ----------------- | -------- | ----------------------------------------- | ------ | ----------------- | -------- | ----------------------------------------- | ------ | ----------------- | ---- |
| Anh          | 1        |                                           |        |                   |          |                                           |        |                   |          |                                           |        |                   | −1   |
| Scotland     |          |                                           |        |                   | 2        |                                           |        |                   | 1        |                                           |        |                   | −3   |
| Cộng hòa Séc |          |                                           |        |                   | 3        |                                           |        |                   | 1        |                                           |        |                   | −4   |
| Croatia      | 3        |                                           |        |                   | 1        |                                           |        |                   | 1        |                                           |        |                   | −5   |